# Kamysjovoje
Kamysjovoje (Russisch: Камышовое) of Kamysjovy (Камышовый) is een plaats (selo) in de gorodskoje poselenieje van Kraskino van het district Chasanski in het uiterste zuidwesten van de Russische kraj Primorje. De plaats telt 148 inwoners (1 januari 2005).

## Geografie
De plaats ligt aan de rivier de Kamysjovaja, op 8 kilometer van haar uitstroom in de Expeditiebocht van de Posjetbaai. De plaats ligt over de weg op 2 kilometer verwijderd van de rijksweg Razdolnoje - Chasan (A189) en ligt op 76 kilometer van het districtcentrum Slavjanka en ongeveer 240 kilometer van Vladivostok. Het dichtstbijzijnde spoorstation Machalino bevindt zich 10 kilometer zuidoostelijker in de plaats Kraskino.

## Geschiedenis
De plaats werd gesticht in 1878 door Koreaanse boeren onder de naam Fatasji (Фаташи). De eerste Russen in de plaats waren Bajkal-Kozakken en soldaten. Later volgden boerengezinnen uit de gouvernementen Tambov, Penza, Voronezj en Perm. Tegen 1923 leefden er enkele tientallen Russische gezinnen. In 1937 werd de kolchoz Im. Stalina opgericht, die in 1958 werd omgevormd tot de sovchoz Posjetski. Er werden veehouderijen opgericht, alsook een Huis van Cultuur en scholen. In 1972 werd de naam gewijzigd in het meer Russisch klinkende Kamysjlovoje ("rieten", "biezen" of "russen") in het kader van het programma ter verwijdering van Chinese namen.
Bestuurlijk centrum: Slavjanka

Andrejevka · Bamboerovo · Barabasj · Barsovy · Baza Kroeglaja · Bezverchovo · Chasan · Filippovka · Gvozdevo · Kamysjovoje · Kedrovaja · Kraskino · Kravtsovka · Lebedinoje · Majak Bjoesse · Majak Gamova · Narva · Ovtsjinnikovo · Perevoznoje · Pojma · Posjet · Pozjarski · Primorski · Provalovo · Risovaja Pad · Rjazanovka · Romasjka · Sjachtjorskoje · Soechaja Retsjka · Soechanovka · Tsoekanovo · Vitjaz · Zajsanovka · Zanadvorovka · Zaroebino